# Tecoanapa (kommun)
Tecoanapa är en kommun i Mexiko.   Den ligger i delstaten Guerrero, i den södra delen av landet, 270 km söder om huvudstaden Mexico City.
Följande samhällen finns i Tecoanapa:
- Colotepec
- El Limón
- San Francisco
- Villa Hermosa
- Ocotlán
- Mecatepec
- Chautipa
- Los Magueyitos
- El Guayabo
- El Tecorral
- El Amatal
- El Charco
- Barrio Nuevo
- Rancho Nuevo
- La Estrella
- Tehuitzingo
- El Tejoruco
- San Juan las Palmas
- Parotilla
- Tlayoyotepec
- Las Crucitas
- El Potrero
- Lázaro Cárdenas
- Santa Rosa
- San Martín
- Crucero de Tepintepec
- Las Palmitas
- La Colonia de Río Nexpa
- Carabalincito
- El Tejolote